# 田厚威
田厚威（1992年1月11日—）是福建福州人，中国羽毛球运动员，前中國國家羽毛球隊隊員，現為大學教師。他是2009年世青賽及亞青賽男單雙料冠軍，2015年亞錦賽、2016年全英公開賽及年終總決賽亞軍，以及2014年亞運會男團銀牌成員之一。

## 生平

### 青少年時期
田厚威來自福建福州。2000年，田厚威小學三年級暑假隨表弟參加學校興趣班時被福州市少体校教練看中，只打了一年多便被招進省体校；此後又進了省体工队，期間接受過汤仙虎、胡芝兰等名師訓練。2007年，田厚威入選中國國家青年队，但在年底确诊腰椎間盘突出，被迫回到福州治疗；經過近9个月的康复治疗，再次入选国青队。2009年初，他通過中國國家羽毛球隊選拔賽入選国家二队。
2009年7月，田厚威參加在馬來西亞舉辦的亞洲青年羽毛球錦標賽，在率先舉行的混合團體項目，田厚威作為男單主力在準決賽面對泰國的皮錫·蒲查拉及決賽面對馬來西亞的伊斯干达時皆無法取勝，最終中國隊獲得亞軍；而在個人項目，田厚威成功晉級男子單打決賽後再次與馬來西亞的伊斯干达對決，並成功以直落二（21-11、21-18）擊敗對手奪冠。11月，田厚威再次前往馬來西亞參加世界青年羽毛球錦標賽，在混合團體項目準決賽、決賽再次對決亞青賽時來自泰國、馬來西亞的相同對手，這次他皆順利擊敗對手，幫助中國隊獲得混合團體冠軍，在接下來舉行的個人項目亦奪下男子單打冠軍。

### 澳洲黃金大獎賽奪冠
田厚威在2010年晉級越南羽毛球大獎賽四強；2011年晉級俄羅斯羽毛球大獎賽決賽，不敵隊友周文龍。
2013年4月，當時世界排名第196位的田厚威在澳洲羽毛球黃金大獎賽接連擊敗阿里夫阿都拉迪夫、西蒙·桑托索、张维峰等種子選手晉級準決賽，並在準決賽面對世界排名第一的李宗伟時，爆冷以2比1（21-19、17-21、21-18）勝出，李宗偉的教練在賽後評其「打得成熟又稳定，完全不惧怕李宗伟，很有前途。」；其後，他於決賽中以2比1（20-22、21-13、21-12）逆轉隊友薛松，拿下個人首座成人国际赛冠军。7月，田厚威代表中國（北京交通大学）出戰俄羅斯喀山舉行的世界大學生運動會，參加羽毛球比賽的男子單打及混合團體項目，贏得團體銀牌。9月，田厚威代表福建參加第十二屆全運會羽球男子團體項目，並在決賽第三點男子單打逆轉老將陳金，幫助福建隊在總比分0比2的情況下，逆轉四屆衛冕冠軍江蘇隊，時隔20年再度獲得全運會男團冠軍。全運會結束後，於倫敦羽毛球黃金大獎賽獲得生涯第二冠，在韓國、澳門兩項黃金大獎賽亦闖入四強。
田厚威因曾在2013年戰勝李宗偉而備受期待；他在2014年獲得瑞士羽毛球黃金大獎賽、中國羽毛球大師賽亞軍，在級別更高的澳洲羽毛球超級賽、丹麥羽毛球首要超級賽晉級準決賽，並在該年兩次擠下國家隊中經驗更豐富的王睁茗，入選湯姆斯盃及亞運會男子團體出賽名單，在這兩項團體賽事獲得一銀一銅。然而在8月舉辦的世界羽毛球錦標賽，以第11號種子首次出賽的田厚威在男子單打項目第二輪賽事就以0比2（15-21、16-21）不敵荷蘭的方發財出局。
2015年，田厚威在4月舉辦的亞洲羽毛球錦標賽擊退韓國的李東根和馬來西亞的張維峰，並因四強對手諶龍傷退而晉級決賽；決賽中，田厚威面對同樣來自中國的林丹，最終以19－21、8－21落敗，屈居亞軍。11月，田厚威在香港羽毛球超級賽首次晉級超級系列賽決賽，最終以0比2（16-21、15-21）敗於馬來西亞的李宗偉。香港站結束後，隨即於隔週的澳門黃金大獎賽晉級決賽，但依然不敵韓國選手全奕陳，再次獲亞。田厚威在本年度另曾兩次在國際賽闖入四強、七次晉級八強。

### 全英賽亞軍，無緣里約奧運
田厚威憑藉2015年的穩定表現使世界排名來到第八位，然因2016年里約奧運羽球比賽限定單一奧委會在各單項最多僅能派兩名選手參賽，扣除資格賽排名第一的諶龍後，田厚威仍需與排名第六的林丹競爭奧運會門票。
2016年3月，田厚威作為男單第八種子參加全英公開賽。從首輪至四強，田厚威在面對香港的黃永棋、印度的薩米爾·維爾馬、日本的桃田贤斗和丹麥的維汀哈斯時，皆是先丟首局之後逆轉對手取勝；最終田厚威在決賽以0比2（9-21、10-21）遭林丹橫掃落敗，雖在全英賽寫下生涯最佳紀錄，卻也被林丹拉開在奧運資格賽的差距。4月底，於亞洲羽毛球錦標賽獲得季軍；5月底，晉級印尼首要超級賽四強。奧運積分賽結束後，田厚威於積分榜排名第六，但因單項名額限制，最終中國羽毛球隊宣布由諶龍、林丹參加2016年里約奧運男子單打項目，田厚威確定無緣奧運。

### 淡出國際賽場
里約奧運結束後，田厚威在2016年底舉行的年終總決賽晉級決賽，最終不敵丹麥選手安賽龍，獲得亞軍。田厚威雖於總決賽取得佳績，然而隨著年齡漸長，在中國羽毛球隊前有兩位奧運金牌得主諶龍、林丹，後有新秀石宇奇急起直追的情況下，加之對各國主要對手沒有優勢而在國家隊處境愈發危急。2017年，田厚威在中國羽毛球大師賽奪冠，但該年參加的其他12站賽事，僅全英首要超級賽、澳洲超級賽和世錦賽晉級八強，其餘賽事皆無法突破第二輪。
2018年，田厚威離開國家隊回到福建省隊並於同年2月完婚。2021年2月，他在個人微博表明已成為大學教師。

## 技術特點
田厚威擅長防守反擊，因進攻能力較差，在場上多以反覆拉吊為主，並憑藉不斷跑動和耐心的防守直到對手出現失誤；福建隊總教練胡芝兰亦曾評其進攻需要改進。

## 主要比賽成績
只列出曾進入準決賽的國際賽事成績：
| 年份   | 賽事                     | 公開賽級別 | 項目     | 成績   |
| ------ | ------------------------ | ---------- | -------- | ------ |
| 2009年 | 亞洲青年羽毛球錦標賽     | 其他       | 混合團體 | 亞軍   |
| 2009年 | 亞洲青年羽毛球錦標賽     | 其他       | 男子單打 | 冠軍   |
| 2009年 | 世界青年羽毛球錦標賽     | 其他       | 男子單打 | 冠軍   |
| 2009年 | 世界青年羽毛球錦標賽     | 其他       | 混合團體 | 冠軍   |
| 2010年 | 越南羽毛球大獎賽         | 大獎賽     | 男子單打 | 準決賽 |
| 2011年 | 俄羅斯羽毛球大獎賽       | 大獎賽     | 男子單打 | 亞軍   |
| 2013年 | 澳洲羽毛球黃金大獎賽     | 黃金大獎賽 | 男子單打 | 冠軍   |
| 2013年 | 世界大學運動會羽球比賽   | 其他       | 混合團體 | 銀牌   |
| 2013年 | 倫敦羽毛球黃金大獎賽     | 黃金大獎賽 | 男子單打 | 冠軍   |
| 2013年 | 韓國羽毛球黃金大獎賽     | 黃金大獎賽 | 男子單打 | 準決賽 |
| 2013年 | 澳門羽毛球黃金大獎賽     | 黃金大獎賽 | 男子單打 | 準決賽 |
| 2014年 | 瑞士羽毛球黃金大獎賽     | 黃金大獎賽 | 男子單打 | 亞軍   |
| 2014年 | 中國羽毛球大師賽         | 黃金大獎賽 | 男子單打 | 亞軍   |
| 2014年 | 湯姆斯盃                 | 其他       | 男子團體 | 準決賽 |
| 2014年 | 澳洲羽毛球超級賽         | 超級賽     | 男子單打 | 準決賽 |
| 2014年 | 亞洲運動會羽毛球比賽     | 其他       | 男子團體 | 銀牌   |
| 2014年 | 丹麥羽毛球首要超級賽     | 首要超級賽 | 男子單打 | 準決賽 |
| 2014年 | 碧特博格羽毛球黃金大獎賽 | 黃金大獎賽 | 男子單打 | 準決賽 |
| 2015年 | 中國羽毛球大師賽         | 黃金大獎賽 | 男子單打 | 準決賽 |
| 2015年 | 亞洲羽毛球錦標賽         | 其他       | 男子單打 | 亞軍   |
| 2015年 | 澳洲羽毛球超級賽         | 超級賽     | 男子單打 | 準決賽 |
| 2015年 | 香港羽毛球超級賽         | 超級賽     | 男子單打 | 亞軍   |
| 2015年 | 澳門羽毛球黃金大獎賽     | 黃金大獎賽 | 男子單打 | 亞軍   |
| 2016年 | 全英羽毛球首要超級賽     | 首要超級賽 | 男子單打 | 亞軍   |
| 2016年 | 亞洲羽毛球錦標賽         | 其他       | 男子單打 | 季軍   |
| 2016年 | 印尼羽毛球首要超級賽     | 首要超級賽 | 男子單打 | 準決賽 |
| 2016年 | 世界羽聯超級系列賽總決賽 | 首要超級賽 | 男子單打 | 亞軍   |
| 2017年 | 中國羽毛球大師賽         | 黃金大獎賽 | 男子單打 | 冠軍   |

| 2007-2017年 | 首要超級賽 | 超級賽 | 黃金大獎賽 | 大獎賽 | 國際挑戰賽 | 國際系列賽 | 未來系列賽 | 其他 |

### 奧運會和世錦賽參賽紀錄
|          | 2014 | 2015 | 2016 | 2017 |
| -------- | ---- | ---- | ---- | ---- |
| 男子單打 | 32強 | －   | －   | 8強  |

## 外部連結
- 田厚威在世界羽球聯盟的登錄資料
- 田厚威的新浪微博